# Nueva Unidad
Nueva Unidad (en letón: Jaunā Vienotība, JV) es una alianza política de centroderecha en Letonia. Sus miembros son Unidad, el Partido Latgale y otros cuatro partidos regionales, y está orientado hacia el conservadurismo liberal y el liberalismo.

## Historia
Antes de las elecciones parlamentarias de Letonia de 2018, el partido Unidad formó la alianza Nueva Unidad (el partido en sí todavía está registrado como Unidad) en abril de 2018 junto con partidos regionales en los municipios de Kuldīga, Valmiera y Vidzeme, a los que se unió el Partido Regional de Jēkabpils en junio del mismo año.
El Partido Latgale, un socio anterior de Unidad que había figurado en su lista en el pasado, inicialmente no estaba seguro de unirse a la alianza, ya que una facción del partido apoyó una asociación con la Asociación de Regiones de Letonia, finalmente terminó la firma de un acuerdo de cooperación en julio. También se extendió una oferta para unirse a la lista al movimiento ¡Por! y los Progresistas de centro-izquierda, pero ambos partidos finalmente declinaron.
Si bien la lista JV tuvo un desempeño deficiente en las elecciones de 2018, superando el umbral del 5 % en solo un 1,7 % y convirtiéndose en el partido más pequeño en el parlamento recién elegido, el posterior fracaso de los candidatos a primer ministro del Nuevo Partido Conservador y KPV LV para formar un a principios de enero de 2019, el gobierno instó al presidente de Letonia, Raimonds Vējonis, a ofrecer la oportunidad al candidato de JV, el eurodiputado Krišjānis Kariņš. El gabinete Kariņš, formado por JV, los Nuevos Conservadores, KPV LV, ¡Desarrollo/Para!, la Alianza Nacional fue aprobada por el Saeima el 23 de enero de 2019. Junto a la oficina del Primer Ministro, la alianza controla dos ministerios: el Ministerio de Relaciones Exteriores y el Ministerio de Finanzas.

## Resultados electorales
| Año  | Votos        | %      | Resultado | +/- | Gobierno  |
| ---- | ------------ | ------ | --------- | --- | --------- |
| 2018 | 56.542 (#7)  | 6,69%  | 8/100     | 15a | Coalición |
| 2022 | 173.425 (#1) | 18,97% | 26/100    | 18  | Coalición |

a Respecto al resultado de Unidad en 2014.